# Nyvi Estephan
Nyvi Estephan (São Paulo, 3 de agosto de 1991) es una presentadora de televisión, actriz y figura destacada en los esports de Brasil. Es una de las pioneras y principales presentadoras de esports en América Latina.

## Biografía
Nyvi Estephan nació en São Paulo el 3 de agosto de 1991. Su padre era músico y su madre artista plástica y actriz de teatro. Su nombre, "Nyvi", es un homenaje a la canción "Ive Brussel" de Jorge Ben.
Obtuvo una licenciatura en diseño de moda y periodismo de videojuegos por la Universidad Anhembi Morumbi y la Facultad Cásper Líbero respectivamente, iniciando su carrera actoral en 2006, trabajando para MTV Brasil participando en sketches de la compañía de comedia Hermes & Renato, donde conoció a su futuro prometido, Bruno Sutter. 

## Carrera
En 2013, Nyvi ingresó al mundo de los esports, comenzando como presentadora de torneos nacionales e internacionales. En 2016, fue invitada a posar para la revista Playboy Brasil.
En 2017, hizo un cameo en la película Internet – O Filme, escrita y producida por Rafinha Bastos  Presentó la primera edición del Prêmio eSports Brasil, organizado por SporTV . En 2019, fue contratada por Rede Globo para presentar "Start", un segmento de Esporte Espetacular dedicado a videojuegos, y cubrió el Rock in Rio VIII para la cadena.En 2019, recibió una nominación como 'Presentadora del Año' en los Esports Awards. A lo largo de 2020 fue una de las reporteras de Gran Hermano Brasil junto a Fernanda Keulla y Ana Clara Lima ; el mismo año, copresentó la competencia de baile No Gás do Just Dance junto a la cantante Lexa, transmitida por Multishow.
En 2021, para promocionar el entonces reciente League of Legends: Wild Rift de Riot Games, ella y el piloto de carreras Diego Higa colaboraron para un video de YouTube.
En 2022, debutó como actriz de doblaje en la película animada Los tipos malos, interpretando a la Sra. Tarantula en su versión brasileña. En 2024, fue anunciada como la voz de la Comandante Knoxx en la película de acción en vivo Borderlands.

## Vida personal
De 2014 a 2019, Estephan estuvo comprometida con el cantante y humorista Bruno Sutter, a quien conoció mientras trabajaba para MTV Brasil en sketches de su antigua compañía de comedia Hermes & Renato a mediados de la década de 2000.  Poco después de su ruptura, comenzó a salir con su compañero YouTuber Felipe Castanhari. Su relación se hizo pública en 2020. Se separaron en algún momento a finales de 2023, pero el final de su relación no se hizo público hasta principios de marzo del año siguiente.

## Filmografía

### Internet
| Año           | Título                 | Función      |
| ------------- | ---------------------- | ------------ |
| 2015–presente | Canal Nyvi Estephan    | Presentadora |
| 2018-2019     | Nyvilist               | Presentadora |
| 2019          | Looking For a Caster   | Presentadora |
| 2020          | Rede BBB               | Presentadora |
| 2021          | Looking For a Streamer | Presentadora |
| 2023          | PlayerON               | Presentadora |

### Televisión
| Año             | Título                | Personaje/Función |
| --------------- | --------------------- | ----------------- |
| 2006 – 2013     | Hermes e Renato       | Varios personajes |
| 2017 – Presente | Prêmio eSports Brasil | Presentadora      |
| 2019            | Start EE              | Presentadora      |
| 2020            | No Gás do Just Dance  | Presentadora      |
| 2020            | Big Brother Brasil 20 | Reportera         |
| 2022            | No Mundo da Luna      | Ella misma        |

### Cine
| Año  | Título            | Personaje        | Nota    |
| ---- | ----------------- | ---------------- | ------- |
| 2017 | Internet: O Filme | Ella misma       |         |
| 2022 | Los tipos malos   | Srta. Tarantula  | Doblaje |
| 2024 | Borderlands       | Comandante Knoxx | Doblaje |

## Eventos
| Año             | Título                    | Función      |
| --------------- | ------------------------- | ------------ |
| 2014-2019       | Brasil Game Show (BGS)    | Presentadora |
| 2017 – Presente | Prêmio eSports Brasil     | Presentadora |
| 2018-2019       | Game XP                   | Presentadora |
| 2022 – Presente | Intel Extreme Masters Rio | Presentadora |